# Іван Чупрей
Чупрей Іван (5 грудня 1882, Печеніжин, Коломийський повіт, Станіславівський округ Королівство Галичини і Володимирії, Австро - Угорщина –1923, Умань, Чигиринський повіт) — український галицький громадський і політичний діяч

## Біографія
Народився в с. Печеніжин на Прикарпатті. Навчався у коломийській гімназії. Склав іспит у Львівській гімназії (1906), навчався на юридичному факультеті Львівського університету, активний член «Студентської громади» (1906-1910). Секретар адвоката у Коломиї та Яблунові. Активний діяч адикальної партії на Коломийщині, організатор демонстрацій та селянських віч, співредактор та співвидавець партійних часописів і календарів. 
Працював секретарем у  Кирила Трильовського,  видавав “Запорожець” та “Отаман”. Був організатором Печеніжинської “Січі” в 1900 р. До неї входило два сотень юнаків і дівчат, які часто збиралися в читальні “Просвіти”, де ставили вистави, знайомі з історією українського народу, проводили різні вправи. Тут діяли курси навчання неписьменних. Печеніжинські січовики взяли активну участь у січових святах у Коломиї (1909 р.), Станіславові (1911 р.), Львові (1912 р.).
З початком Першої світової війни член Бойової управи Легіону УСС  та Союзу визволення України. Воював в австро-угорській армії, після розпаду імперії в УГА (1918-1920). Публікувався у стрілецьких часописах. Разом з УГА перейшов на бік Червоної армії. Вступив до більшовицької партії, завідувач бібліотечною секцією Уманського відділу народної освіти, секретар комсомольського осередку відділу народної освіти. 
У 1923р.  у м. Умань на Черкащині за нез’ясованих обставин помер 